# Classe Descubierta (1955)
L'ancienne «classe Descubierta» de la corvette (à ne pas confondre avec la classe Descubierta construite dans les années 80) étaient des escortes côtières simples et peu coûteuses de l'Armada espagnole, qui malgré leur simplicité, ont donné des difficultés à l'industrie espagnole pour leur construction.

## Navires de la Classe Descubierta (F-50)
| Nom             | Numéros | Chantier naval     | Lancé | Modernisation | Retiré du service | Cause                                        |
| --------------- | ------- | ------------------ | ----- | ------------- | ----------------- | -------------------------------------------- |
| Descubierta     | F-51    | Bazán Cartagena    | 1954  | no            | 1970              | Retiré                                       |
| Atrevida        | F-61    | Bazán Cartagena    | 1955  | 1960          | 1992              | Retiré                                       |
| Princesa        | F-62    | Bazán Cartagena    | 1959  | 1959          | 1991              | Usage comme banc/cible                       |
| Diana           | F-63    | Bazán Cartagena    | 1960  | 1960          | 1973              | Retiré du service, en mouillage près de Rota |
| Nautilus        | F-64    | Bazán San Fernando | 1959  | 1959          | 1991              | Retiré                                       |
| Villa de Bilbao | F-65    | Bazán San Fernando | 1960  | 1960          | 1992              | Retiré                                       |